# Álvar Núñez Cabeza de Vaca

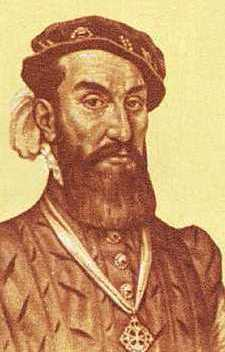
Álvar Núñez Cabeza de Vaca

Álvar Núñez Cabeza de Vaca (* um 1490 in Jerez de la Frontera (Andalusien); † vielleicht 27. Mai 1559 in Valladolid) war ein spanischer Seefahrer und Entdecker. Er war der Sohn von Francisco Núñez de Vera und Teresa Cabeza de Vaca y de Zurita, einer eher bescheiden lebenden Hidalgo-Familie.

## Name
Sein legendärer Vorfahre, der Schafhirte Martin Alhaja, zeigte dem König von Navarra im Juli 1212 den strategisch wichtigen Bergpass Puerto del Muradal über die Sierra Morena. Die Nutzung des mit einem Kuhkopf (spanisch : Cabeza de Vaca) markierten Passweges ermöglichte dem Ritterheer der iberischen Königreiche die unbemerkte Annäherung an das auf der Südseite lagernde Heer der Almohaden und trug wesentlich zum Überraschungsmoment und damit zum Sieg in der Schlacht bei Las Navas de Tolosa bei.

## Leben

### Feldzüge in Italien
Ab ca. 1511 bis 1522 hat er in den italienischen Feldzügen und gegen die Comuneros in Spanien gedient.

### Durchquerung Nordamerikas

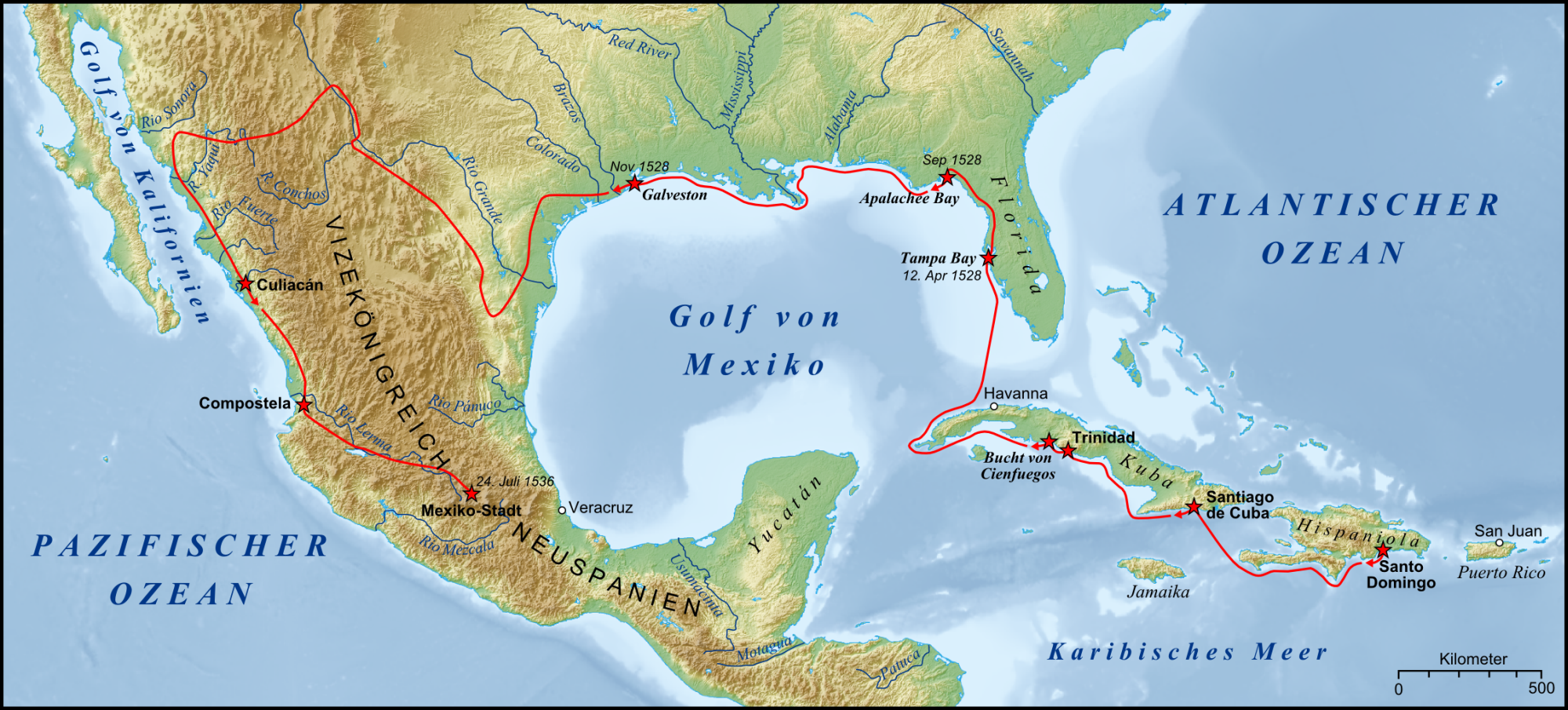
Die Karte zeigt den Weg der Narváez-Expedition. Ab der Insel Galveston durchquerten Cabeza de Vaca, Alonso del Castillo, Andres Dorantes und Estevanico in den Jahren 1528–1536 den Süden des nordamerikanischen Kontinents – zeitweise in Begleitung von Indianern – zu Fuß.

Im Jahr 1527 beteiligte er sich als Schatzmeister an einer Expedition, die von Pánfilo de Narváez geleitet wurde. Ziel war die Erforschung des Küstenstreifens zwischen Florida („La Florida“) und dem Rio Grande („Palmenfluss“). Die Expedition verließ Spanien mit sechs Schiffen und insgesamt 500 Mann. Bereits während der Überfahrt ging jedoch das erste Schiff in einem Hurrikan verloren. Bei einem Zwischenstopp auf der Insel Hispaniola desertierten 140 Mann.

#### Florida
Am 12. April 1528 landete die Expedition an der Westküste Floridas. Hier entschied Narváez, seine ohnehin schon geschwächte Truppe aufzuteilen. In einer Lagebesprechung versuchte Cabeza de Vaca, den Befehlshaber von einer Landexpedition abzuhalten. Er zeigte ihm auf, wie schlecht die Truppe ausgerüstet war. Jeder Mann hatte nur zwei Pfund Schiffszwieback (Yucabrot) und ein halbes Pfund Speck als Nahrung. Die 40 Pferde waren in dem sumpfigen Gelände kaum zu gebrauchen. Außerdem waren die Tiere von der langen Überfahrt sehr geschwächt. Zudem wussten die Navigatoren der Schiffe nicht genau, wo sie sich derzeit befanden. Die Truppe hatte keinen Hafen und keinen bewohnten Ort, den sie als Basis nutzen konnte. Trotzdem entschied Narváez sich gegen den Rat seines Stellvertreters und befahl die Expedition an Land. Die fünf verbliebenen Schiffe sollten die Küste entlangfahren und zu einem späteren Zeitpunkt wieder mit ihm und seinen Männern zusammentreffen. So drang Narváez mit ca. 300 Mann in die Sumpfgebiete Floridas vor. Von gefangenen Indianern hörte er von einer prächtigen Stadt der Apalachee und beschloss, weiter nach Nordwesten zu marschieren. Die Spanier erreichten den Ort am 24. Juni. Dort fanden sie jedoch nur 40 niedrige, schilfgedeckte Hütten vor. Hier gab es weder Gold noch andere Reichtümer. Da die Spanier kaum noch Vorräte hatten, nahmen sie von den Indianern alle Lebensmittel, die sie fanden, und marschierten wieder nach Südwesten. An der Küste wollten sie wieder auf ihre Flotte treffen. Unterwegs wurden sie allerdings von den Indianern, die sie beraubt hatten, heftig angegriffen. Viele Spanier starben durch die Pfeile der Indianer. Cabeza de Vaca berichtete von der enormen Durchschlagskraft der indianischen Bögen. Selbst die eisernen Rüstungen halfen den Männern nicht. Einige Spanier wurden von den Indianern gefangen genommen – einer dieser Gefangenen war Juan Ortiz.
Als de Narváez die Küste in der Nähe des Dorfes Aute erreichte, musste er feststellen, dass kein Schiff zu sehen war. Die Schiffsführer waren lange Zeit die Küste auf und ab gesegelt und hatten vergeblich nach ihren Kameraden Ausschau gehalten. Schließlich hatten sie aufgegeben und waren nach Veracruz (Mexiko) gesegelt; die ständigen Angriffe der Indianer hatten viele Männer und Pferde das Leben gekostet. Demoralisiert ließ Narváez nun Boote bauen, mit denen er aus Florida fliehen und die Küste von Mexiko erreichen wollte. Es wurden fünf grob gezimmerte Fahrzeuge mit flachen Bordwänden gebaut.

#### Schiffbruch in Texas
Am 22. September 1528 stach die Truppe in See. In ihren fünf kleinen Booten saßen insgesamt 242 Männer eng aneinandergedrängt. Sie besaßen nur wenige Lebensmittel; das wenige Trinkwasser bewahrten sie in den Häuten der Pferdebeine auf. Wochenlang fuhren sie entlang der Küste in Richtung Westen. Immer wieder trafen sie auf kriegerische Indianer und mussten sich verteidigen. Viele Männer starben an Hunger, Durst und Erschöpfung. Im Mündungsgebiet des Mississippi trennten Stürme und Strömungen die Boote voneinander. Am 6. November 1528 wurde Cabeza de Vacas Boot auf den Strand der „Insel des Schlechten Schicksals“ (heute Galveston Island) im heutigen Texas gespült. Ihr Boot war nicht mehr seetüchtig; ein Reparaturversuch schlug fehl. Trotzdem versuchte man, mit dem angeschlagenen Gefährt weiterzusegeln. Der Versuch scheiterte jedoch bereits in der Brandung: Das Boot kenterte, und drei Männer verloren ihr Leben. Erneut strandeten die Spanier auf der Insel und kamen nicht weiter.
Hier auf der Insel trafen sie auf die ebenfalls gestrandete Besatzung des zweiten Bootes, unter denen sich auch Alonso del Castillo und Andrés Dorantes befanden. Die indianischen Bewohner der Insel versorgten sie mit Lebensmitteln. Trotzdem hatten die Männer große Angst, dass diese Indianer sie umbringen und ihren Göttern opfern würden. Doch die Indianer behandelten sie gut – sie gaben ihnen zu essen und versorgten ihre Wunden.
Pánfilo de Narváez, der Anführer der Expedition, war mit dem dritten Boot in der Nähe gelandet. Dabei traf er auf die Besatzung des vierten Bootes. Während seine Männer an Land gingen, blieb er an Bord. In der Nacht kam ein Sturm auf, der das Boot – unbemerkt von allen anderen – auf das Meer hinaustrieb. Von de Narváez hat man seitdem nie wieder etwas gehört.
Die Besatzung des fünften Bootes, das in einiger Entfernung von der Insel strandete, wurde von anderen Indianern getötet.
Viele der überlebenden Männer starben an Krankheiten. Sie waren geschwächt und die Nahrung wurde knapp. Die Indianer konnten so viele Männer während des Winters nicht versorgen. Nach kurzer Zeit waren von 80 Männern nur noch 15 am Leben. Der Hunger trieb einige Spanier sogar dazu, ihre verhungerten Kameraden zu essen. Die Krankheiten der weißen Männer griffen auf die Indianer über, und viele von ihnen starben. Die freundliche Stimmung der Indianer schlug um: Die restlichen weißen Männer wurden als Sklaven aufgeteilt und mussten für die Indianer arbeiten. Einige von ihnen wurden von den Indianern jetzt schlecht behandelt und sogar getötet.

#### Leben als Händler
Cabeza de Vaca wurde zu einem Medizinmann gegeben, der ihn zwang, Kranke zu heilen. Auch er wurde sehr schlecht behandelt und wurde sterbenskrank. Nach seiner Genesung floh er zu einem anderen Stamm. Jahrelang führte er dort das Leben eines Händlers. In wochenlangen Wanderungen reiste er von Volk zu Volk. Seine Handelsgüter waren Häute von Tieren, Ockerfarbe aus Ton und Erde, die Gehäuse von Meeresschnecken und Muscheln. Die Indianer nutzten die Muscheln als Schmuck und zum Schneiden. Außerdem handelte er mit Perlen und einer bohnenartigen Baumfrucht. Diese Frucht nutzten die Indianer als Medizin und brauten rituelle Getränke daraus.
Während Cabeza sich als Händler durchschlug, traf er Alonso del Castillo, Andres Dorantes und den Mauren Estevanico wieder. Um seine Freunde nicht wieder aus den Augen zu verlieren, nahm Cabeza de Vaca erneut das Los der Sklaverei auf sich und blieb bei ihnen. Freiwillig ließ er sein ungebundenes Leben als Händler hinter sich, um nicht nur sich selbst zu retten, sondern auch seine Freunde.

#### Flucht
Cabeza de Vaca plante nun mit seinen Kameraden die Flucht. Fast wäre sie gescheitert, weil die Indianer die Spanier voneinander trennten und zu verschiedenen Herren gaben. Zu der Zeit, als die Früchte des Feigenkaktus reiften, trafen sie sich wieder und verabredeten die Flucht. Sie wollten sich als Heiler nach Neuspanien (Mexiko) durchschlagen.
Auf ihrer Reise ertrugen sie unglaubliche Leiden, Hunger und Durst. Bei der Nahrungsaufnahme war es ihnen nicht möglich wählerisch zu sein. So aßen sie nicht nur die Früchte des Feigenkaktus, sondern auch Spinnen und Ameiseneier, Würmer, Eidechsen, Schlangen und selbst Hirschdung.
Da sie es auf ihrer Reise tatsächlich schafften, einige Menschen zu kurieren, wurden sie schon bald von Indianern begleitet. Diese verehrten sie als heilige Männer. Sie trafen auf viele verschiedene Stämme, Sprachen und Lebensweisen. Sie hörten Legenden von „wilden Kühen“, welche in großer Zahl auf den Ebenen leben sollten. Schließlich bekamen sie die Bisons auch zu sehen. Cabeza de Vaca schreibt in seinem Buch:

„Überall in diesem Land gibt es sehr viele Rehe, Geflügel und andere Tiere, die ich vorher aufgezählt habe. Hier jagen sie auch Kühe. Ich habe sie dreimal gesehen und habe ihr Fleisch gegessen. Sie scheinen mir etwa von der Größe der Kühe, die in Spanien leben. Ihre Hörner sind wie diejenigen des maurischen Viehs, klein. Das Haar ist wie feine Wolle und wie ein Schafspelz, sehr lang. Einige sind bräunlich und andere schwarz und für meinem Geschmack haben sie besseres und mehr Fleisch als diejenigen hier. Die Indianer machen aus den Häuten feine Decken, um sich damit zu wärmen. Sie machen auch Schuhe und andere Sachen daraus. Diese Kühe kommen aus dem Norden. Von der Küste Floridas findet man sie überall im Land, bis in eine Entfernung von mehr als vierhundert Leguas. Überall leben die Leute vom Fleisch dieser Kühe. Weiter landeinwärts sollen sie noch viel häufiger vorkommen.“

 Damit war Cabeza de Vaca der erste Europäer, der die amerikanischen Bisons beschrieb.

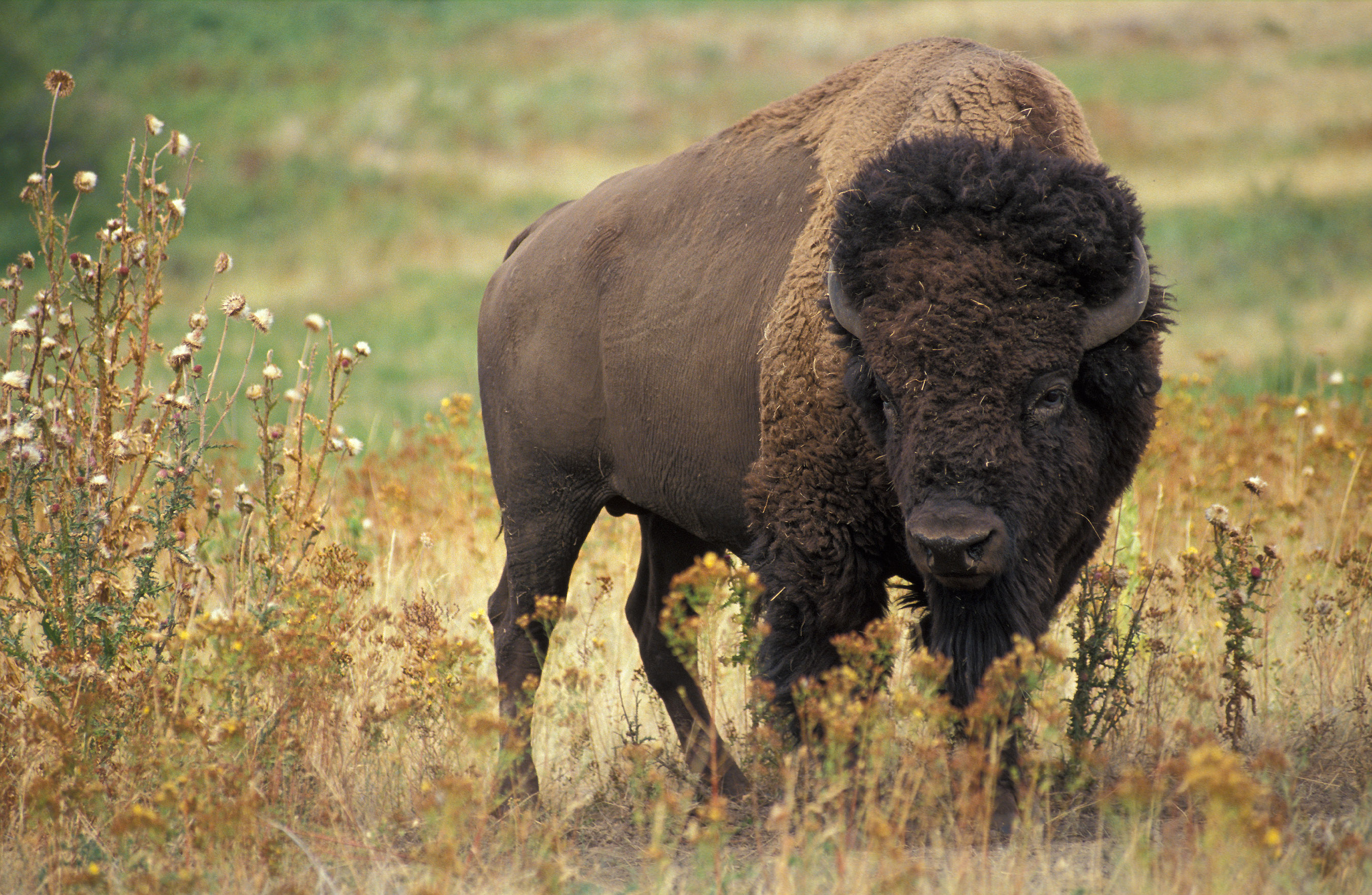
Bison

Der Ruf, etwas Besonderes zu sein, eilte Cabeza und seinen Begleitern voraus. Etwa 4000 Menschen begleitete die kleine Gruppe. Als Nomaden besaßen ihre Begleiter nur wenig. Sie ernährten sich von der Jagd und dem Sammeln von Pflanzen und Wurzeln. Sie kleideten sich entweder gar nicht oder mit Fellen oder Leder.

#### Bei den Pueblo-Indianern
Im Land der Pueblo-Indianer trafen sie auf die ersten festen Häuser. Hier bauten die Indianer Mais, Bohnen und Kürbisse an. Nach den Jahren der Entbehrungen und der Not erschien Cabeza und seinen Gefährten diese Gegend als sehr wohlhabend. Die Menschen kleideten sich mit gewebten Stoffen und trieben Handel. Ihre Handelsgüter waren gewebte Baumwolldecken, Schmuck aus Korallen des Pazifik, Federschmuck und Türkise.

#### Ankunft in Neuspanien
In der Nähe des Meeres, am Golf von Kalifornien, trafen sie im Frühjahr 1536 nach acht Jahren und etwa neuntausend Kilometern, endlich auf andere Spanier. Es waren Sklavenjäger, die Indianer fingen, um sie an die Silberminen des Landes zu verkaufen. Cabeza und seine Freunde ließen nicht zu, dass ihre indianischen Begleiter versklavt wurden. Sie schickten die Indianer zurück in ihre Heimat und machten sich auf den Weg nach Culiacán in Neu-Galicien. Dieser Teil Neuspaniens wurde von Nuño Beltrán de Guzmán regiert. Cabeza de Vaca stellte fest, dass das Land fast vollkommen entvölkert war. Nuño Beltrán de Guzmán und seine Untergebenen hatten die meisten Indianer eingefangen, versklavt und verkauft.
Von Culiacán zogen Cabeza de Vaca und seine Begleiter über Compostela nach Mexiko-Stadt, um dem Vizekönig Antonio de Mendoza von ihrer Reise zu berichten. Am 24. Juli 1536 kamen sie dort an und wurden gefeiert wie Helden.

### Rückkehr nach Spanien
Erst am 9. August 1537 traf Cabeza de Vaca in Spanien ein. Dort schrieb er einen Bericht über seine Reise, der später den spanischen Titel Naufragio de Alvar Núñez Cabeza de Vaca erhielt (deutsch: Die Schiffbrüche des Álvar Núñez Cabeza de Vaca).

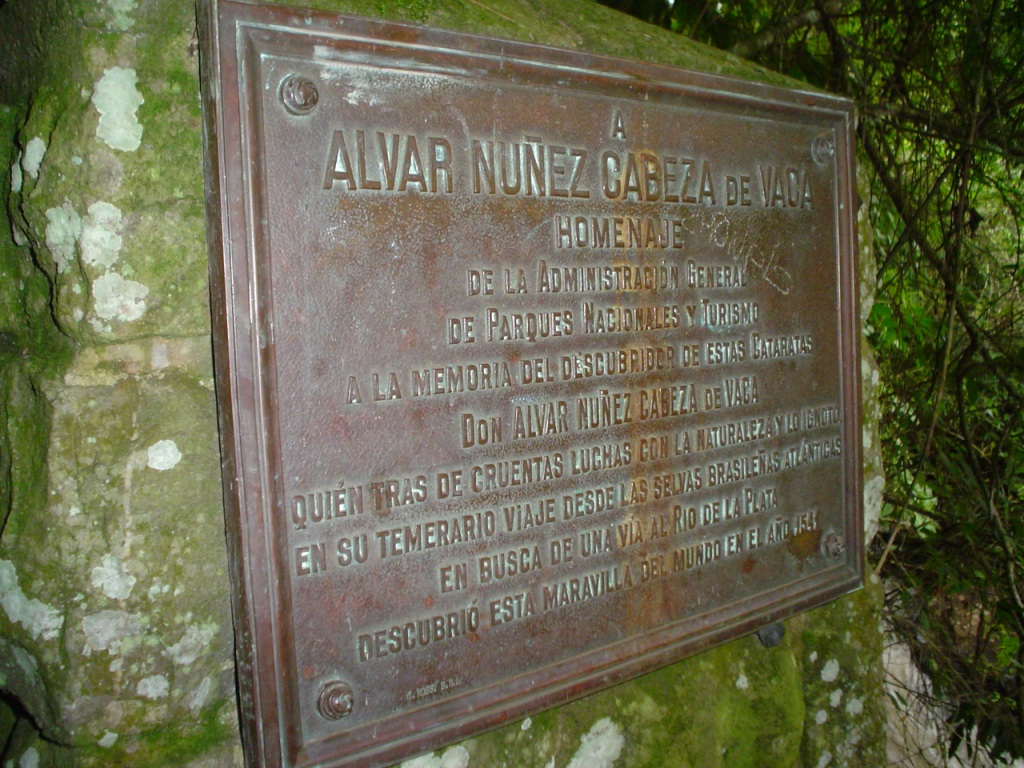
Gedenkplatte zur Entdeckung der Wasserfälle von Iguaçu

### Río de la Plata
König Karl ernannte Álvar Núñez Cabeza de Vaca am 18. März 1540 zum Adelantado und Gouverneur der spanischen Kolonie am Río de la Plata und Asunción. Im November 1540 verließen drei von ihm ausgerüstete Schiffe mit vierhundert Mann und 30 Pferden Cádiz. Am 29. März 1541 lief die Flottille in den Hafen der Insel Santa Catalina ein, die damals zu Spanien gehörte. Durch flüchtige Soldaten aus dem La Plata-Gebiet erfuhr er vom Tod Ayolas’ und der kritischen Lage in Asunción und Buenos Aires. Zur Inbesitznahme seiner Kolonie brach Álvar Núñez am 18. Oktober 1541 mit dem Kern seiner Mannschaft auf und marschierte quer durch das Gebiet des heutigen Südbrasiliens nach Asunción. Er benutzte denselben Weg, den fast 20 Jahre früher der portugiesische Entdecker Alejo Garcia erschlossen hatte.
Die Schiffe sollten unter seinem Vetter Pedro Estupiñán y Cabeza de Vaca (1490–1570) zur Mündung des Río de la Plata weiterfahren, um die bedrängten Verhältnisse in Buenos Aires zu entschärfen. Aber Überschwemmungen, Krankheiten und zuletzt ein Erdbeben verursachten dort so schwere Schäden, dass Pedro Estupiñán die Weiterfahrt nach Asunción beschloss.
Mitte Januar 1542 traf Álvar Núñez Cabeza de Vaca mit seiner Schar bei den Iguazú-Wasserfällen ein, als deren europäischer Entdecker er gilt. Die von Indios gekauften Canoas mussten geschultert und zur Umgehung der Fälle mehr als drei Kilometer durch den Dschungel getragen werden. Die Wasserfälle blieben den Männern daher nicht als grandioses Naturerlebnis, sondern nur als „mal paso“, als schlimmes Wegstück, in Erinnerung. Am 11. März 1542 traf Cabeza de Vaca mit seinem Zug in Asunción ein. Er wies dem stellvertretenden Statthalter Domingo Martínez de Irala seine Vollmachten vor und nahm im Namen des Königs das Treuegelöbnis der Spanier entgegen. Der Gouverneur kam zu einem ungünstigen Zeitpunkt nach Asunción. Das Land war ihm fremd und die Verhältnisse in der Kolonie kannte er nicht. Er hatte nie ein ähnliches Führungsamt innegehabt. Die ihm aufgetragene Durchsetzung der Leyes Nuevas erzeugte starke Spannungen zwischen den lokalen Beamten und Siedlern einerseits und dem Gouverneur und seinen Anhängern andererseits.
Neben diesen internen Problemen beklagte man auch die Raubzüge der kriegerischen Chaco-Völker. Am 12. Juli 1542 brach Álvar Núñez persönlich an der Spitze von 200 Fußsoldaten und 12 Reitern ins Gebiet der Guaycurú auf. Mit schweren Verlusten, aber ungeschlagen zogen sich die Chaco-Krieger mit ihrer Habe zurück in die unzugänglichen Urwälder. Als Ergebnis einer umfassenden Befriedungsaktion unter bis dahin verfeindeten Stämmen entwickelte sich ein für alle vorteilhafter Handel, der seinerseits wieder zur Verständigung und Frieden beitrug. Kurz vor Weihnachten 1542 beauftragte Álvar Núñez seinen Kommandeur Irala mit einer ausgedehnten Erkundungsfahrt in den Norden. Wahrscheinlich sah er darin einen doppelten Vorteil: Zum einen schien Irala der erfahrenste Mann für eine solche Expedition zu sein. Noch wichtiger für Cabeza de Vaca dürfte jedoch Iralas Entfernung aus Asunción gewesen sein, denn er war in den Augen der meisten Siedler besser für das Kommando geeignet als der vom König eingesetzte Adelantado. Während Iralas Abwesenheit kam es in Asunción zu einem Großbrand, der weite Teile der Stadt zerstörte. Im Februar kehrte Domingo de Irala mit guten Nachrichten von seiner Erkundungsfahrt zurück. Er hatte in einem Lagunengebiet Landwirtschaft treibende Indigene gefunden. Noch weiter im Norden wollte er bei den Eingeborenen Gold- und Silberschmuck beobachtet haben. Am nördlichsten Punkt hatte er unter dem Namen Puerto de los Reyes eine Basis gegründet. In kurzer Zeit wurden in den bereits arbeitenden Schiffswerften in Asunción zehn Brigantinen und 120 schwere Ruderboote gebaut. Am 12. September 1543 begann unter dem Befehl von Álvar Núñez Cabeza de Vaca eine Fahrt in die von Irala entdeckten Gebiete, die sich als großer Misserfolg herausstellen sollte. An der Mündung des Río Yapaneme in den Paraguay stießen die Konquistadoren auf Spuren vom Zug des Alejo Garcia, der fast 20 Jahre früher von der Küste Brasiliens über den Yapaneme in den Chaco und zu den „Silberbergen“ vorgedrungen war. In Puerto de los Reyes litten die Spanier und die begleitenden Guaraní an Fieber und unter einsetzenden Überschwemmungen. Der Gouverneur sah sich kaum in der Lage, Hafen und Flotte gegen die immer häufigeren Überfälle der dort ansässigen Indigenen zu sichern. Drei Monate lang hoffte Álvar Núñez noch auf eine Wendung zum Besseren. Aber die Wasser stiegen weiter und das Fieber und die von den Teilnehmern als noch schlimmer geschilderten Moskitoschwärme ließen die Lage unerträglich werden. Die Rückfahrt nach Asunción glich einer Flucht. Die entbehrungsreiche und weitgehend ertragslose Expedition verstärkte die Unzufriedenheit der Spanier mit ihrem Gouverneur entscheidend. Hinzu kamen die unterschiedlichen Interessen der Akteure. Álvar Núñez Cabeza de Vaca war von der Erfahrung seiner Wanderungen von Florida nach Mexiko und vom Geist der neuen Indianer-Gesetze geprägt. So beabsichtigte er, die Encomiendas der eingesessenen Konquistadoren aufzuheben. Das hätte den Verlust ihrer wirtschaftlichen Existenz bedeutet. Bei einem von Irala unterstützten Umsturz im Jahre 1544 wurde Cabeza de Vaca gestürzt und gefangen gesetzt. Nach zehnmonatiger Haft wurde er zusammen mit anderen Persönlichkeiten, die dem neuen Regime unter der Iralas Führung im Weg standen, nach Spanien verschickt. Zu den Mitangeklagten gehörte auch Juan de Salazar, der Gründer der Stadt Asunción, der sich in dem Konflikt neutral verhalten und zu vermitteln versucht hatte. Die Einheit der Kolonie war ab diesem Zeitpunkt heillos zerrissen. Ähnlich wie zur gleichen Zeit in Peru unter Gonzalo Pizarro brachen Kämpfe zwischen Rebellen und Loyalisten aus.

### Letzte Jahre
Nach seiner Rückkehr nach Spanien wurde Álvar Núñez Cabeza de Vaca in erster Instanz vor dem Indienrat verurteilt, erreichte aber schließlich seinen Freispruch und seine Rehabilitierung. Später nahm er noch an den Kämpfen um Oran (1545) teil. Die letzten Lebensjahre verbrachte er als armer Mann in Valladolid, wo er 1559 verstarb.

## Bedeutung
Der in Spanien veröffentlichte Reisebericht Naufragio, der insgesamt den Charakter einer Odyssee hat, enthält viele Beobachtungen und Namen aus der Frühzeit der Europäer in Amerika. Er selbst wollte seinen Bericht verstanden wissen als Tatsachenbericht über eine Zeit von neun Jahren, die er „verlassen und elend durch weit entfernte Länder“ streifte.
Cabeza de Vacas Schilderungen wurden in Gerüchten verfälscht weitergegeben. Beispielsweise wurden aus kleinen Glücksbringer-Türkisen, die bei den Pueblo-Indianern in die Türrahmen ihrer Häuser eingesetzt waren, in übertreibender Weitererzählung riesige Schätze, und ihre Dörfer wurden zu den „sieben goldenen Städten von Cibola“. Derartige Legenden lösten die Expedition von Marcos de Niza und später den Coronado-Feldzug aus.

## Film
- Die Abenteuer des Cabeza de Vaca. Mexiko 1990 (spanischer Originaltitel: Cabeza de Vaca). Regie: Nicolás Echevarría. Der Film wurde im Wettbewerb der Berlinale 1991 gezeigt.